# Mar Samuel
Mar Samuel, Atanazy Jeszua Samuel (ur. 1909 w okolicach Nisibin, zm. 16 kwietnia 1995 w Lodi) – biskup Syryjskiego Kościoła Ortodoksyjnego.
W 1923 wstąpił do syryjskiego monasteru św. Marka w Jerozolimie, gdzie odbył studia teologiczne, następnie został wyświęcony na kapłana i złożył wieczyste śluby mnisze. W 1946 przyjął chirotonię biskupią i został metropolitą jerozolimskim.
W kwietniu 1947 zakupił za 250 dolarów Zwój Izajasza wraz z Kodeksem Gminnym, komentarzem Habakuka oraz Apokryfami Genesis. Zorientował się, że otrzymane teksty nie są zapisane w języku syryjskim, lecz hebrajskim. Początkowo podejrzewał fałszerstwo, toteż skontaktował się z archeologami i badaczami problemu, którzy początkowo traktowali zaprezentowane im rękopisy sceptycznie. Dwa lata później Mar Samuel udał się z razem z rękopisami do Stanów Zjednoczonych, zachęcony przez patriarchę syryjskiego Ignacego Efrema I; obydwaj hierarchowie mieli zamiar poprzez sprzedaż zwojów zdobyć fundusze na remont monasteru św. Marka w Jerozolimie oraz na potrzeby syryjskich wiernych w Palestynie. Zwoje znad Morza Martwego sprzedał ostatecznie w 1954 Jigaelowi Jadinowi.
Anastazy Samuel dotarł do USA 29 stycznia 1949 i podjął pracę duszpasterską wśród Syryjczyków w Ameryce Północnej. W maju 1952 został mianowany wikariuszem patriarszym Stanów Zjednoczonych i Kanady. W 1957 patriarcha Ignacy Jakub III erygował w USA nową administraturę Kościoła Syryjskiego - Archidiecezję Stanów Zjednoczonych i Kanady, której pierwszym zwierzchnikiem został Mar Samuel. Na terenie swojej jurysdykcji wzniósł szereg nowych świątyń, doprowadził do wydania szeregu tekstów katechetycznych, liturgicznych i modlitewników w językach syryjskim i angielskim. Urząd sprawował do śmierci wskutek ataku serca w 1995.